# Giebel (Dolna Saksonia)
Giebel - obszar wolny administracyjnie (niem. gemeindefreies Gebiet) w Niemczech w kraju związkowym Dolna Saksonia, w powiecie Gifhorn. Teren jest niezamieszkany.  